# 利尻山
利尻山（りしりざん）は、北海道の利尻島に位置する独立峰で標高1,721メートル。利尻町、利尻富士町の2町にまたがる成層火山で、利尻礼文サロベツ国立公園内の山域は特別区域に指定され、深田久弥による日本百名山に選定されている、新日本百名山、花の百名山及び新・花の百名山に選定されている。

## 概要
国土地理院では利尻山（りしりざん）という名称がつけられているほか、「利尻岳」、「利尻富士」、「利尻火山」とも呼ばれる。高山植物が生息し、夏季は多くの登山客が訪れる。
約20万年前から活動を行い、約4万年前頃に現在の形に近い物となった。南山麓で8千～2千年前以前に起きた噴火でマールやスコリア丘を形成して以降、活動を休止し火山活動を示す兆候は無い。活動を休止してからの期間が長いため、山頂部を中心に侵食が著しく進み、火口などの顕著な火山地形は失われている。従って、火山の内部構造を観察できる。

## 登山史
1890年に紀伊国の修験者天野磯次郎が鴛泊から北峰に登り不動明王を安置したのが最初とされる。翌1891年には気象学者の水科七三郎と和田雄治が測量のために登攀し、1899年10月10日には陸地測量部の館潔彦が長官山に登り一等三角点を選点した。
鬼脇コースは1917年に鬼脇の住人斉藤熊蔵、集蔵親子が東陵道を開拓し、1921年に完成を見ている。
冬季は1936年12月30日から1937年1月6日にかけて北海道大学の照井孝太郎ら4人が鴛泊ルートより初登頂に成功し、冬季単独初登頂は1951年2月1日に登歩渓流会の川上晃良が初の登攀者となっている。南稜の初登頂は1952年7月16日に同じ登歩渓流会の山口ら3人が初登頂に成功している。

## 登山
頂上は北峰（1,719メートル）と南峰（1,721メートル）に分かれているが、最高峰の南峰への道は崩壊が進み危険なため、一般登山者は北峰を頂上とみなしている。西壁、東壁、南稜、仙法志稜がロッククライミングの対象となっている。晴れた日には、南北の頂上から利尻島のほとんど全域と、礼文島、稚内市から留萌市付近までの北海道本島の海岸線、道北・道央の山々や、樺太、樺太の南西に位置する海馬島（モネロン島）などが見える。また、理論上、ロシア沿海地方の山脈（シホテアリニ山脈）が見えるとされているが、2013年現在のところ、これを証明する写真等の撮影・公表はなされていない。

### 登山道
登山道は利尻富士町鴛泊の利尻北麓野営場（三合目）より登る鴛泊コース、利尻町沓形の見返台園地（五合目）より登る沓形コース、利尻富士町鬼脇の林道より登る鬼脇コースがある。
鴛泊コースは最も多くの登山者が利用するコースで、登山道の最初には名水百選に選定されている甘露泉水の湧水もありルートも整備されている。沓形コースは五合目まで車で登れるため距離は短いが、背負子投げの難所や崩落地をトラバースする親不知子不知などがあるため上級者向けといえる。鬼脇コースは崩落が激しいため、七合目以上が立入禁止となっている。
コース中にトイレはないが、鴛泊コース・沓形コースには携帯トイレを使用するための専用ブースが設置されている。携帯トイレ自体は各自で持参し、使用後は持ち帰る必要がある。

### 登山道の荒廃
利尻山は軟弱な火山噴出物からなる山体であることから、近年の登山客の急増に登山道が耐えきれず、場所によっては歩道が浸食され周囲より3メートルも低下する状況が見られる。利尻山登山道等維持管理連絡協議会は、マナーとして携帯トイレを使う、 ストックにキャップをつける、 植物の上に座らない、踏み込まない。の3点を利尻ルールとして登山客に呼びかけている。

### 冬季登山
2020年代には、バックカントリー愛好者による冬季登山も見られるようになったが、一方で、2024年3月3日にはスノーボーダーが雪崩に巻き込まれる死亡災害も発生した。

## 甘露泉水

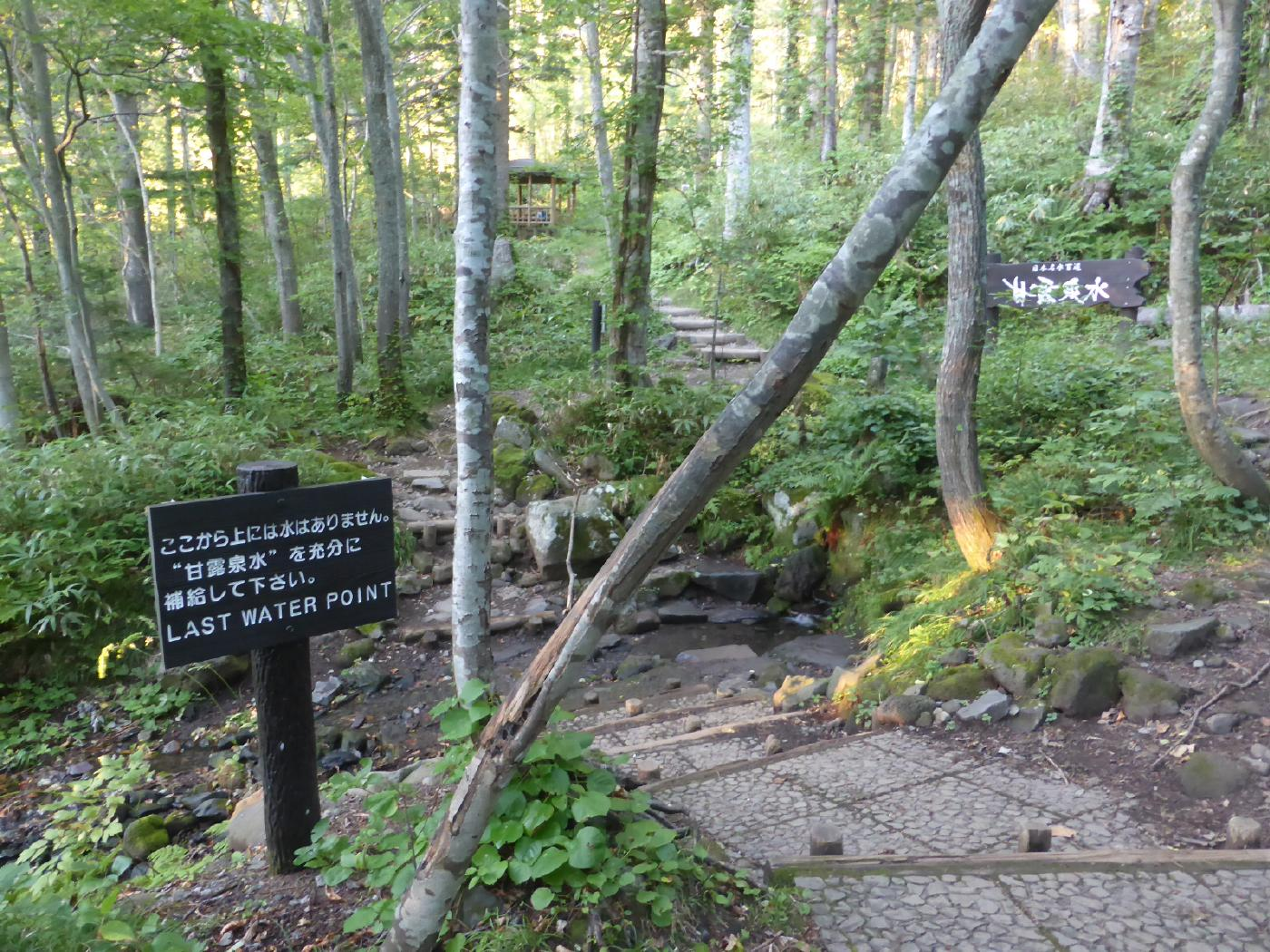
最北端の名水百選、甘露泉水

甘露泉水（かんろせんすい）は、利尻登山道の一つの鴛泊コース三合目付近に湧き出る湧水である。水温は通年約5.5℃で1985年（昭和60年）環境省により、日本最北端の名水百選に選定された。
登山者の水場や簡易水道の飲料水などとして利用されている。

## 長官山
鴛泊コース上の途中には長官山と呼ばれる標高1,218.7メートルの山が聳える。山頂には一等三角点「利尻山」が設置されており、一等三角点百名山の最北端の山として長官山が選定されている。山名は1933年に道庁長官がこの山まで登ったことに由来するとされる。

## 利尻山の姿

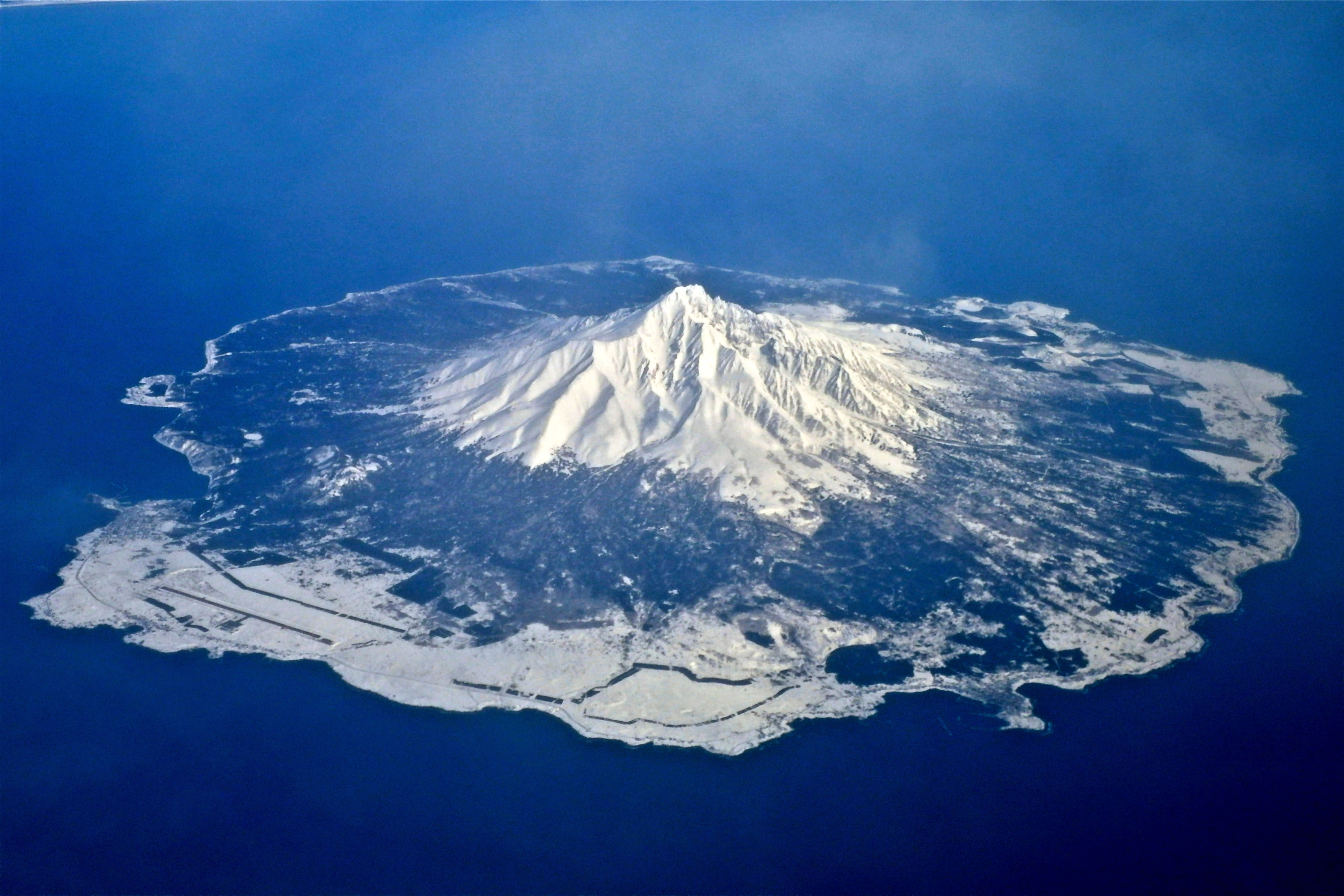
利尻島および利尻岳
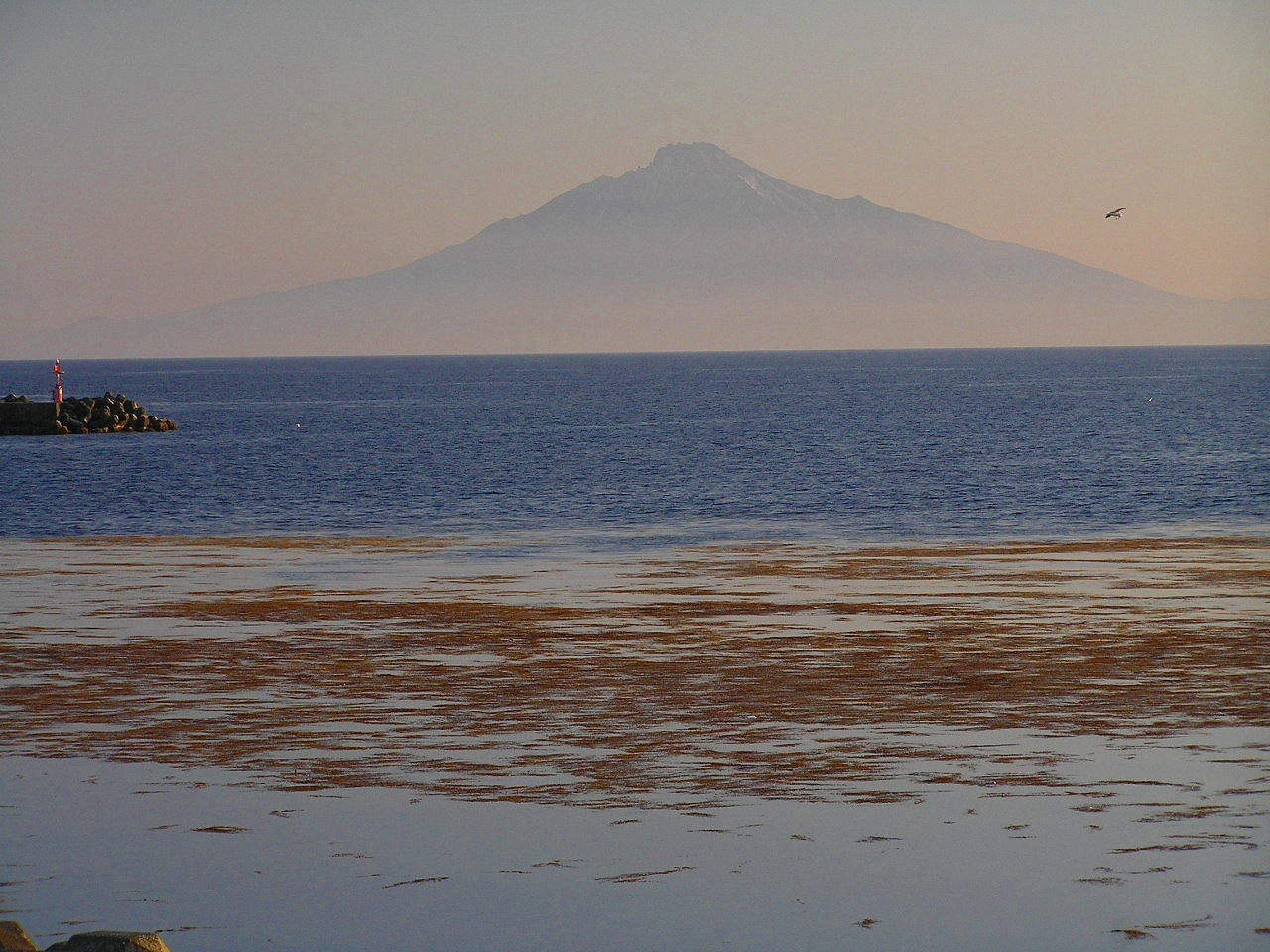
ノシャップ岬から見る初夏の利尻富士
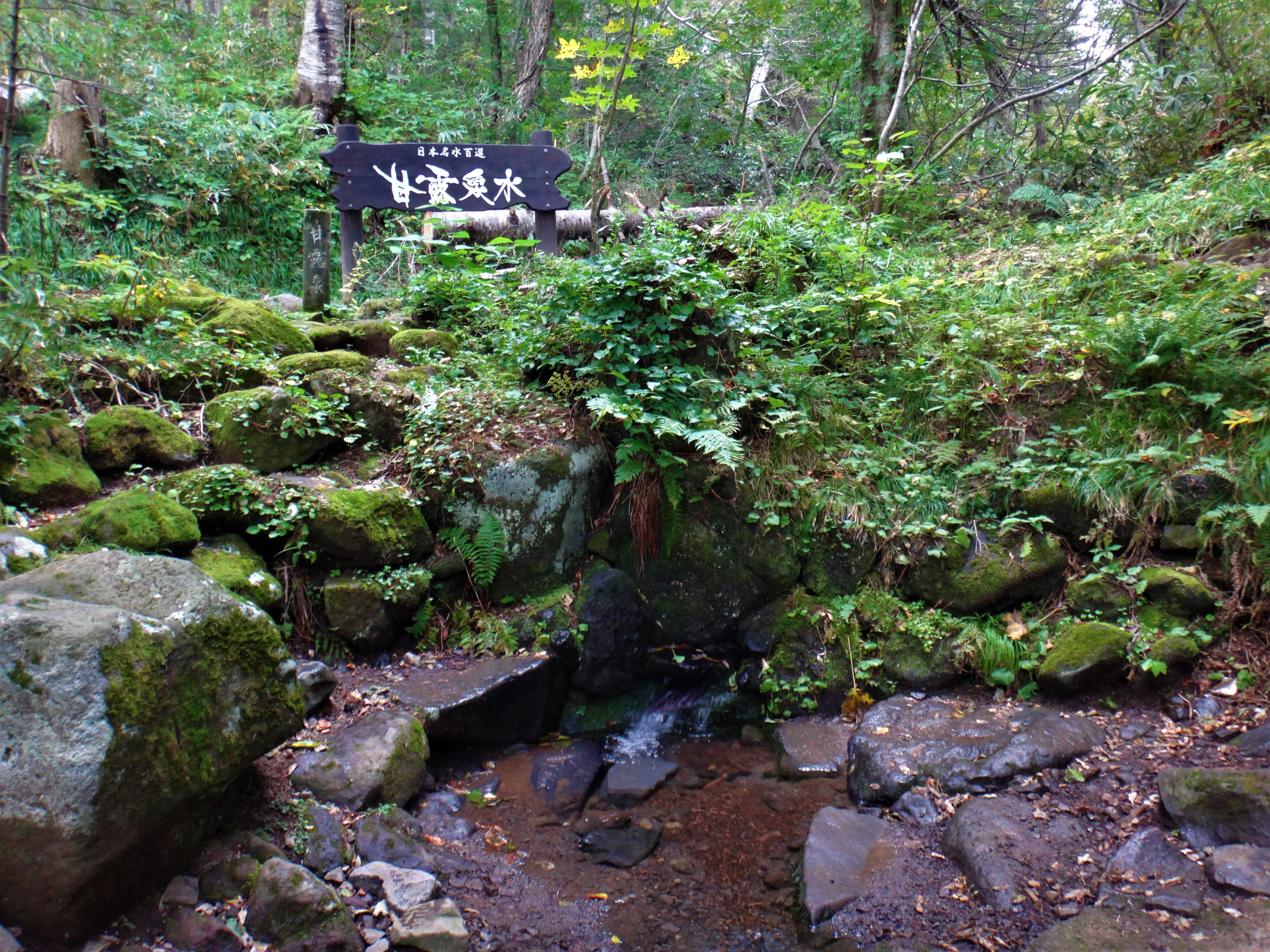
北麓野営場近くの甘露泉水
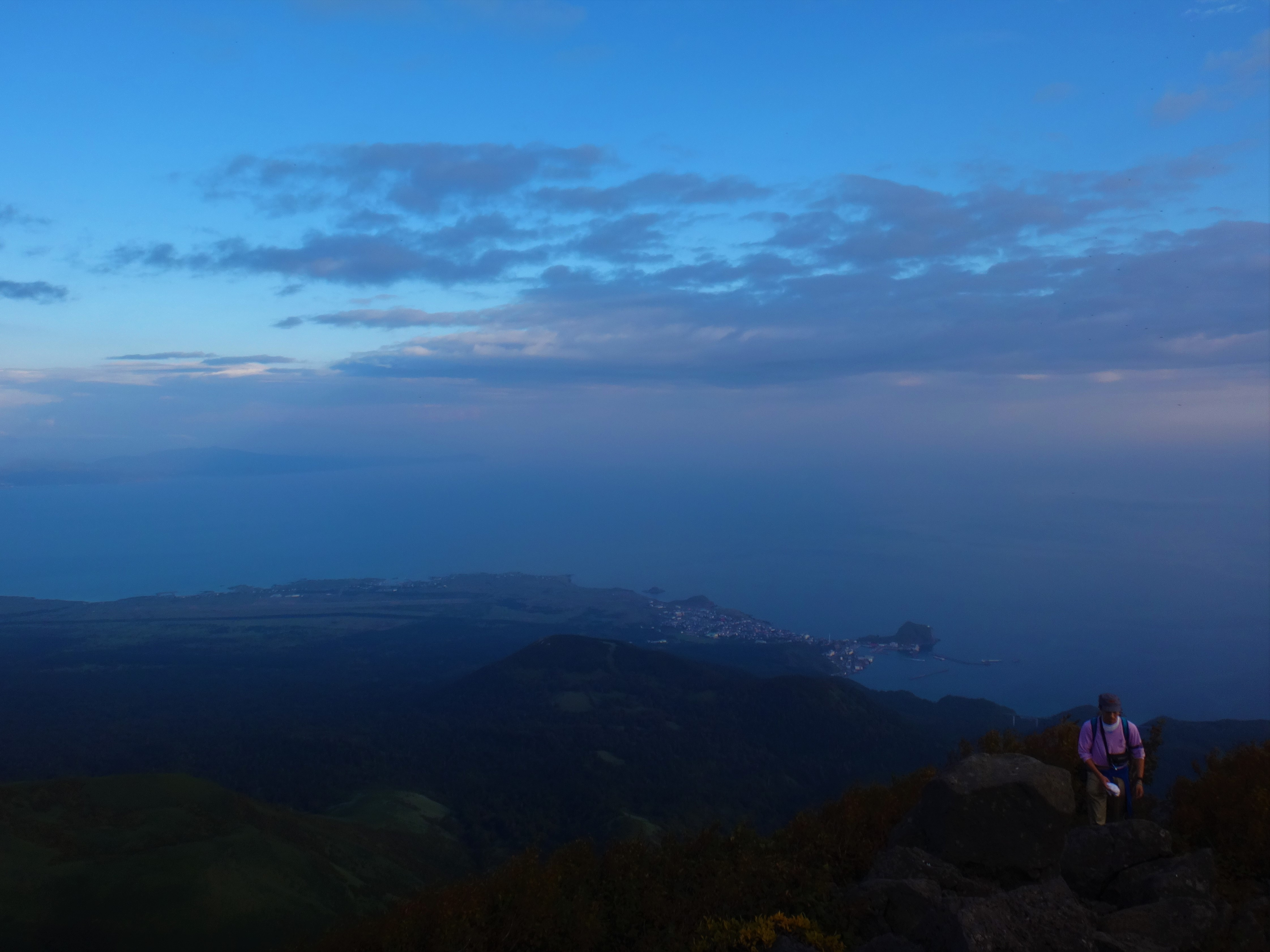
夜明けの鴛泊コース
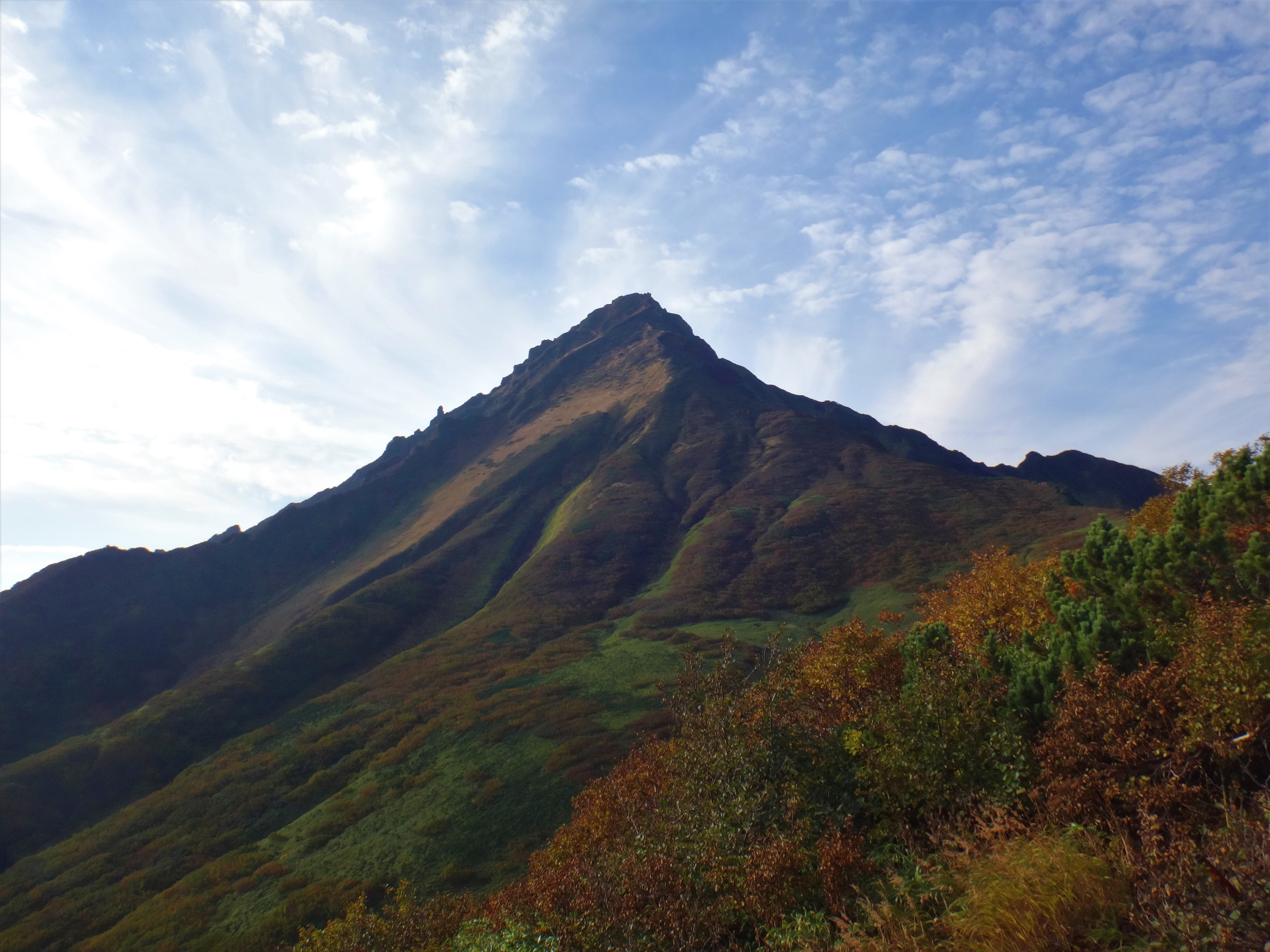
八合目・長官山から見た利尻山
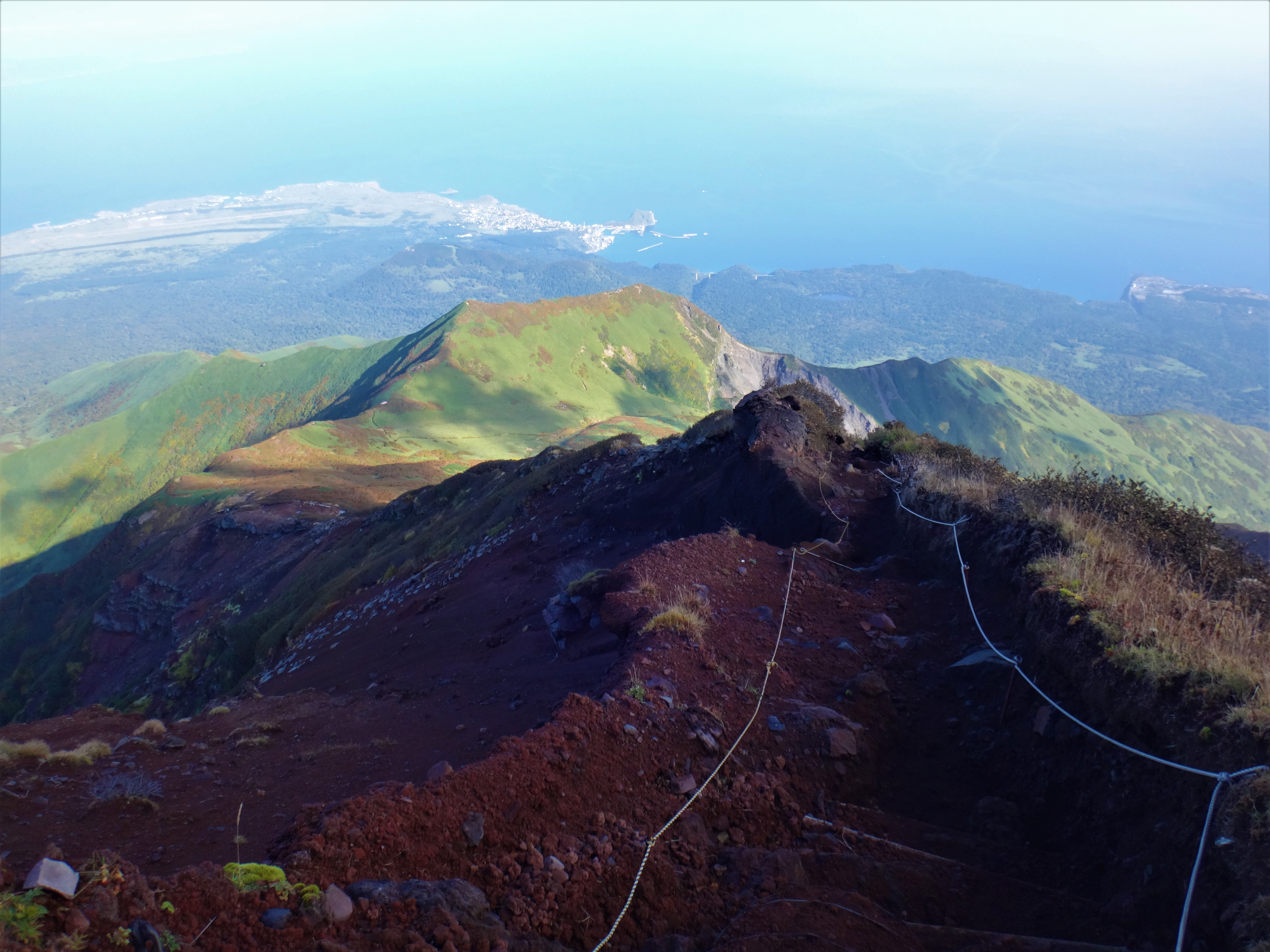
九合目の急登
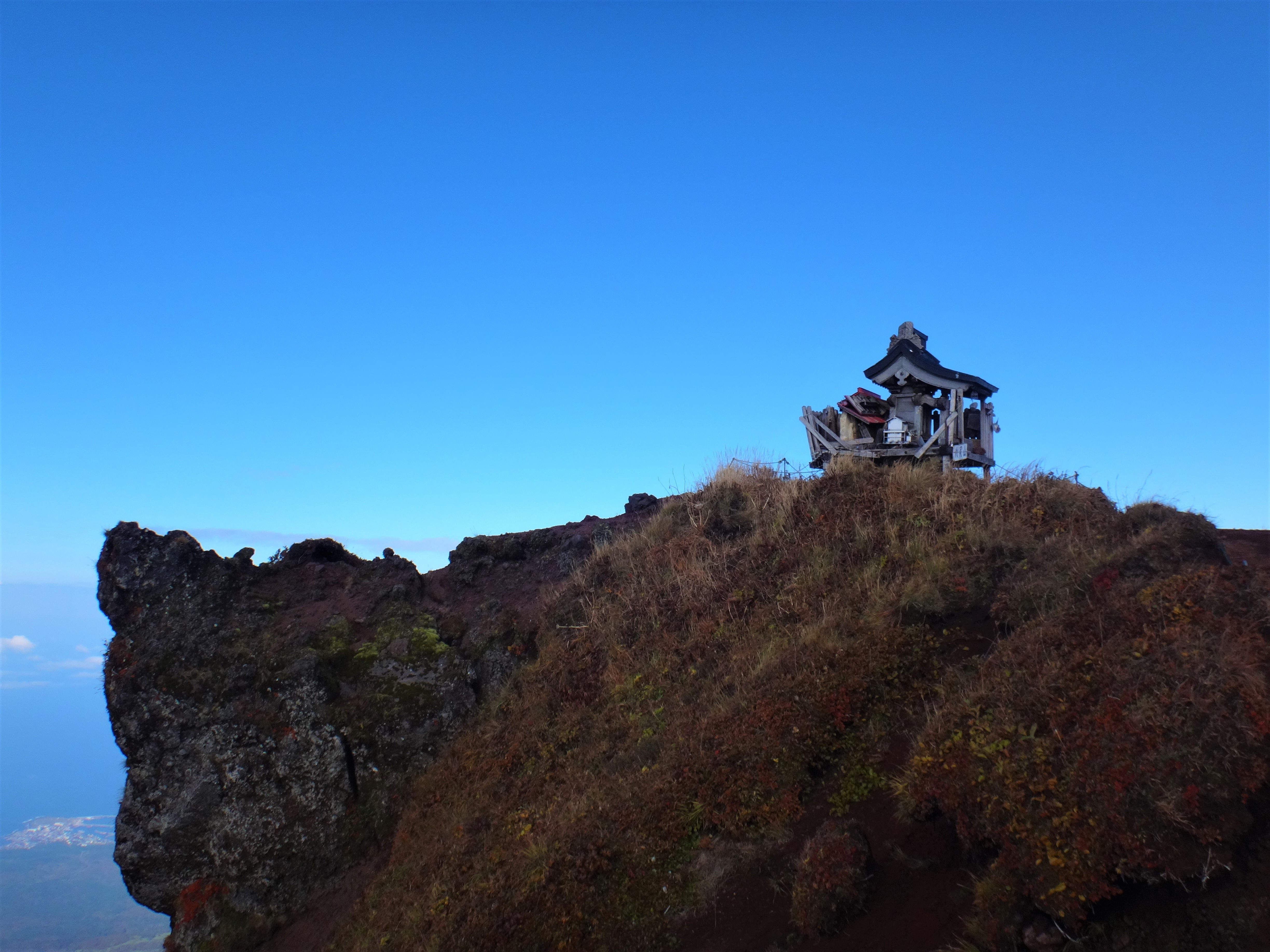
利尻山山頂のヤセ尾根
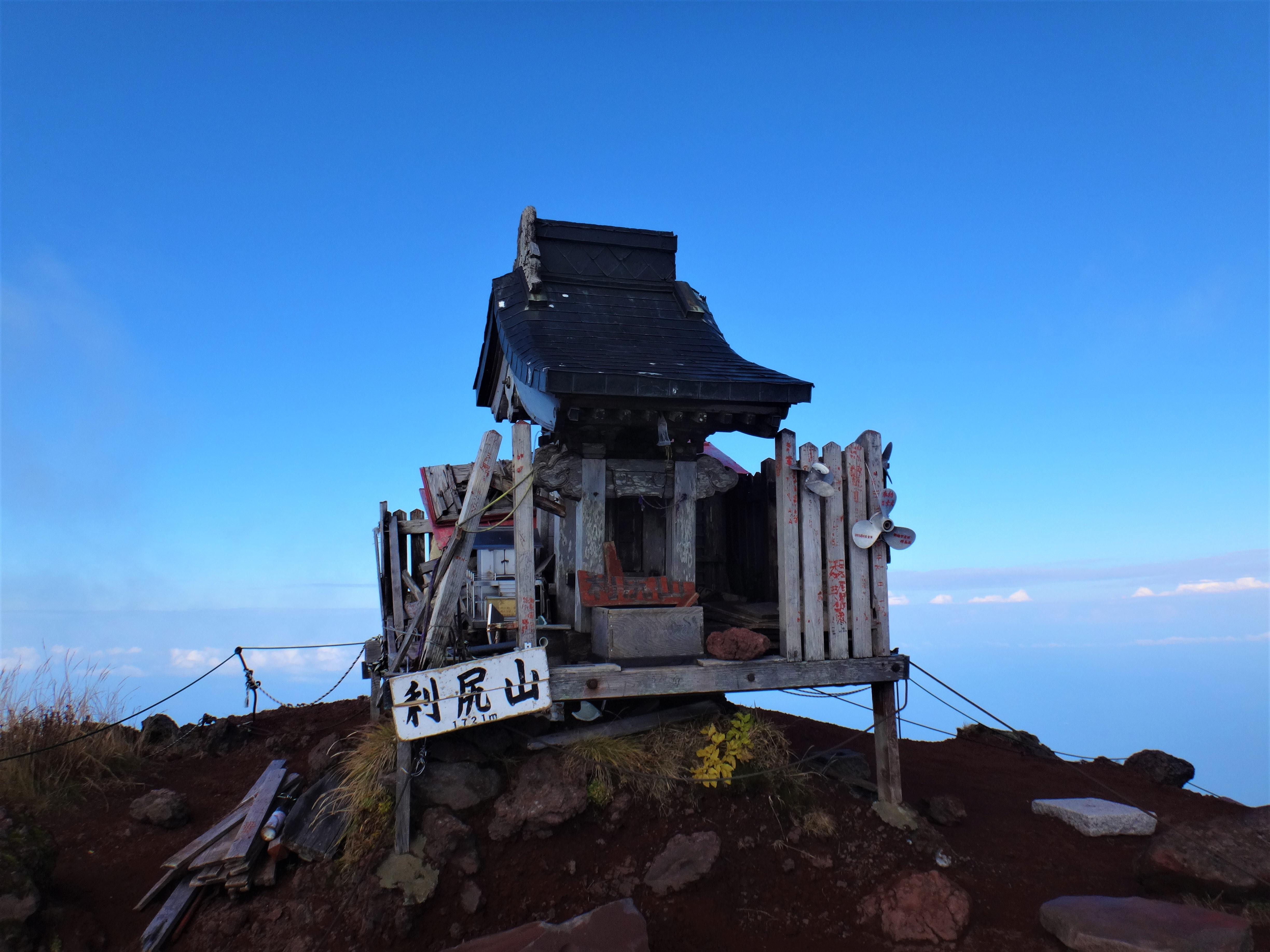
山頂の利尻山神社奥宮
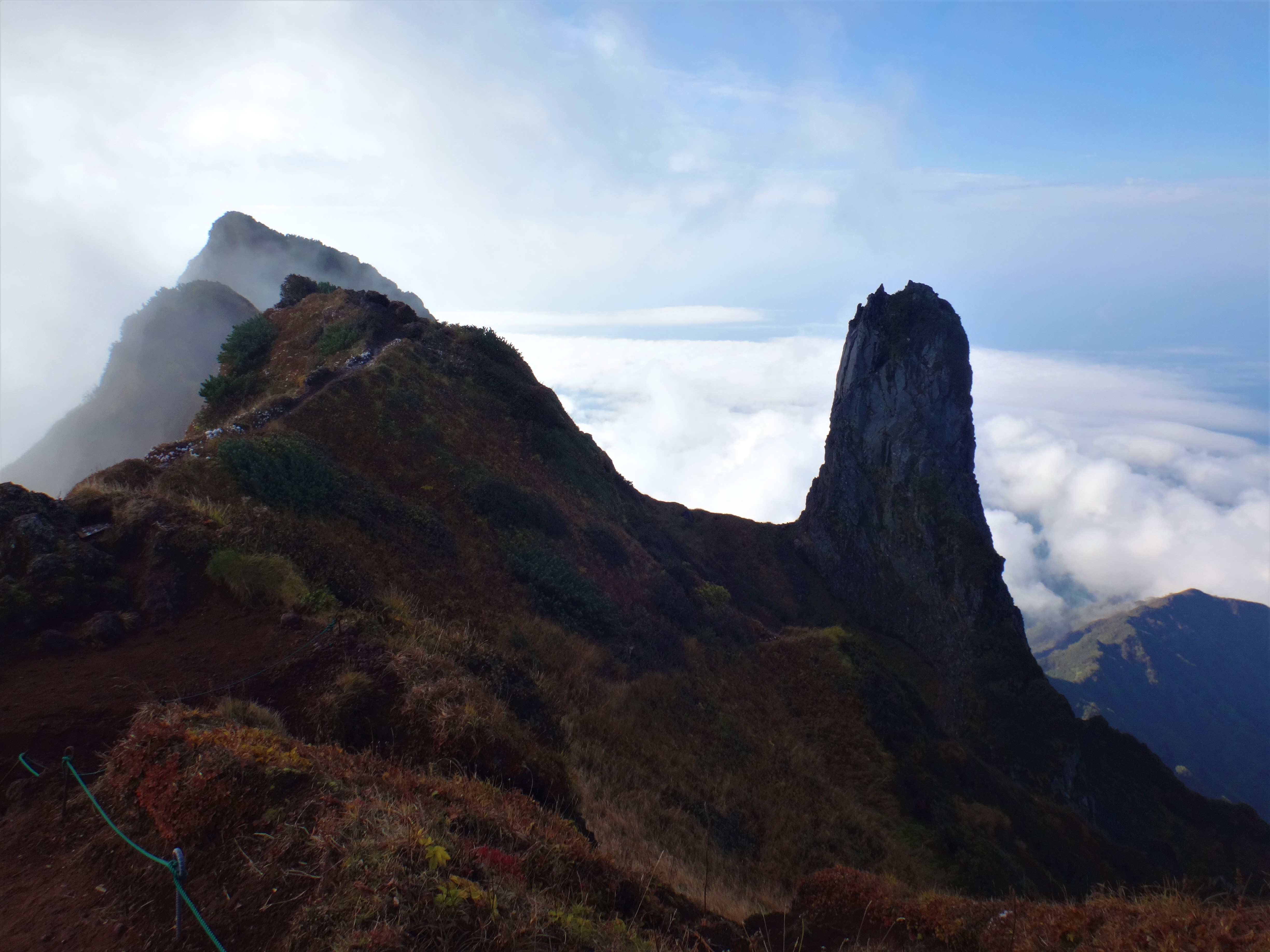
北峰からの南峰とローソク岩
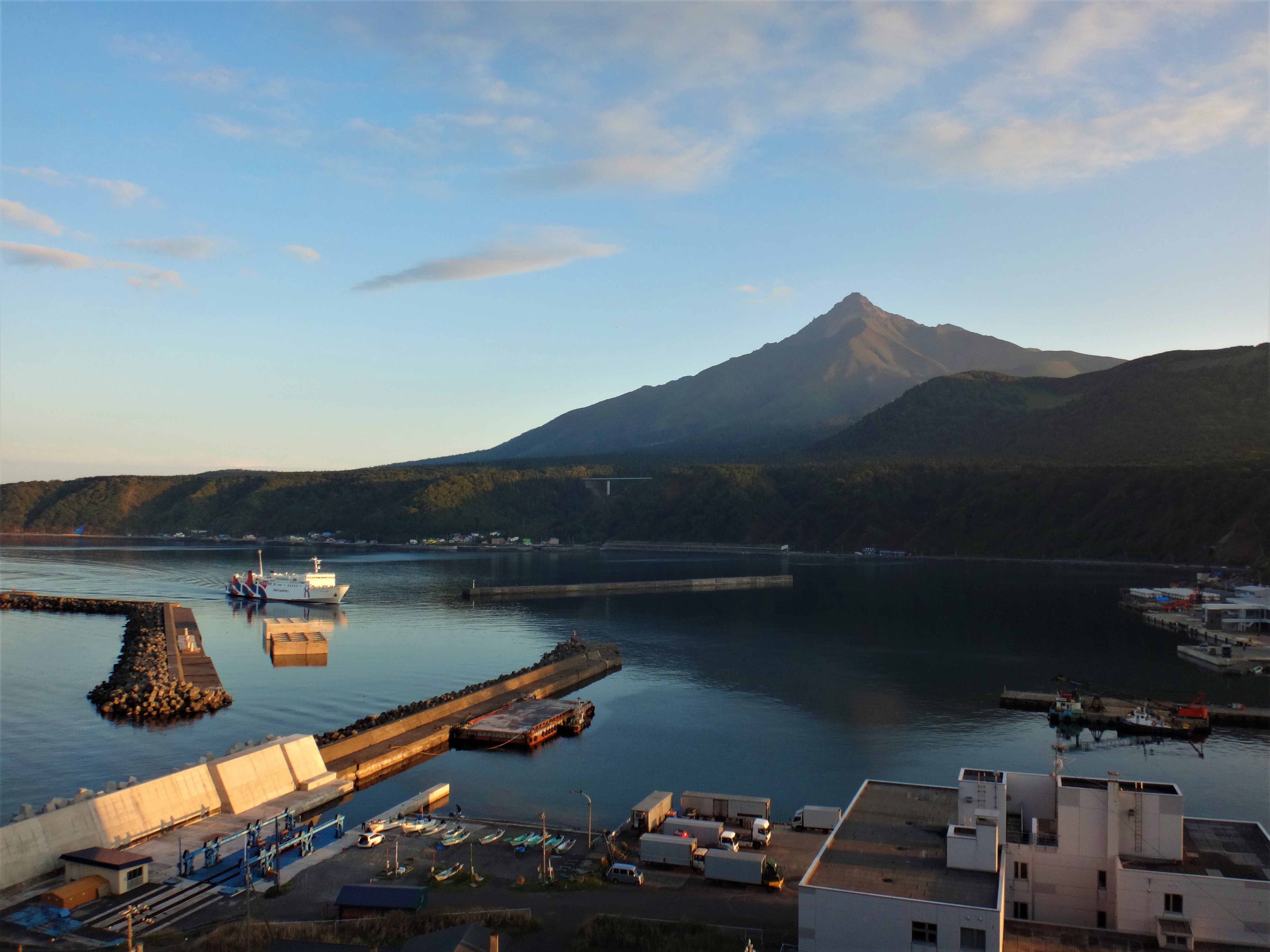
鴛泊港からの利尻山
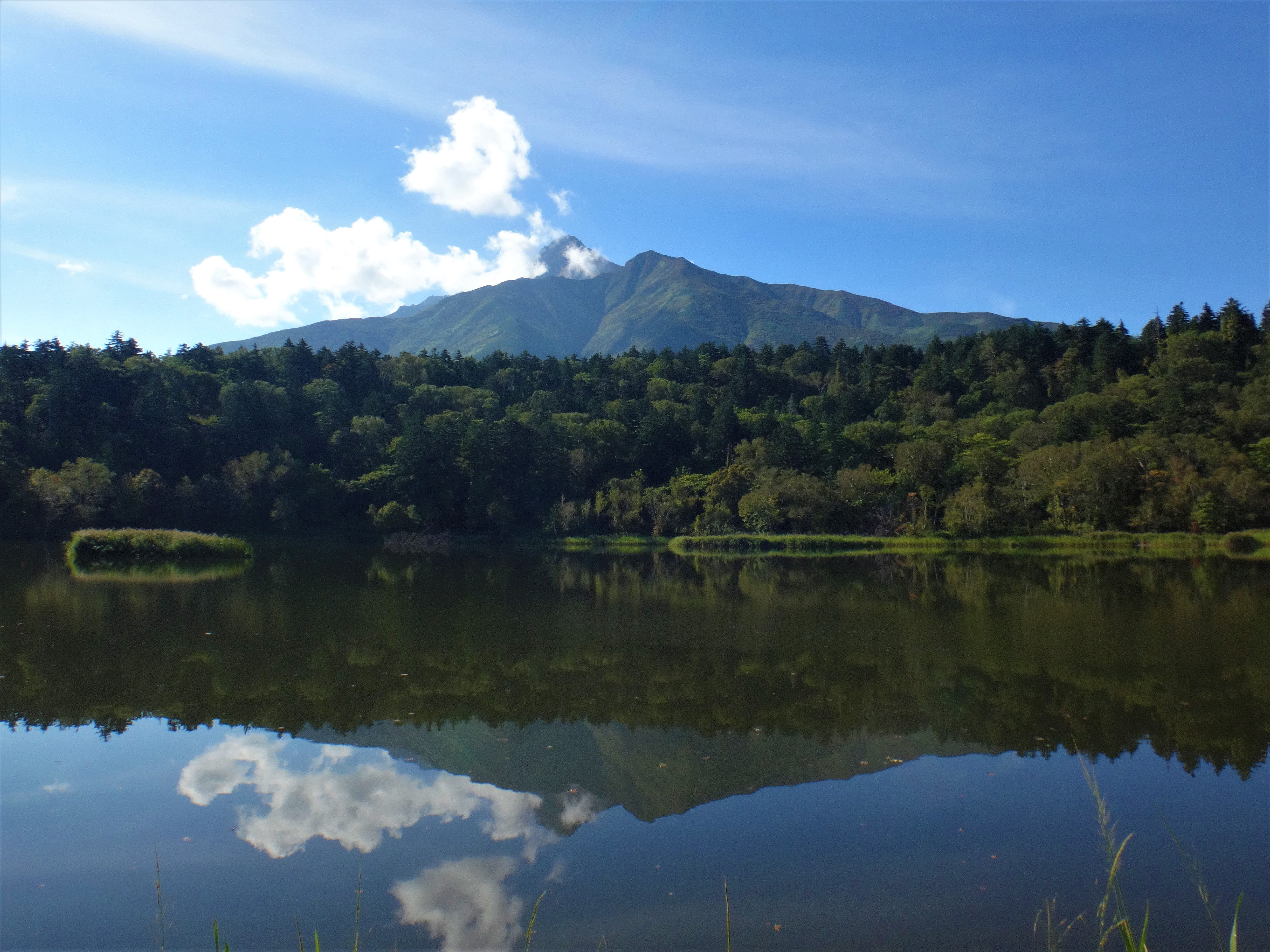
姫沼からの利尻山
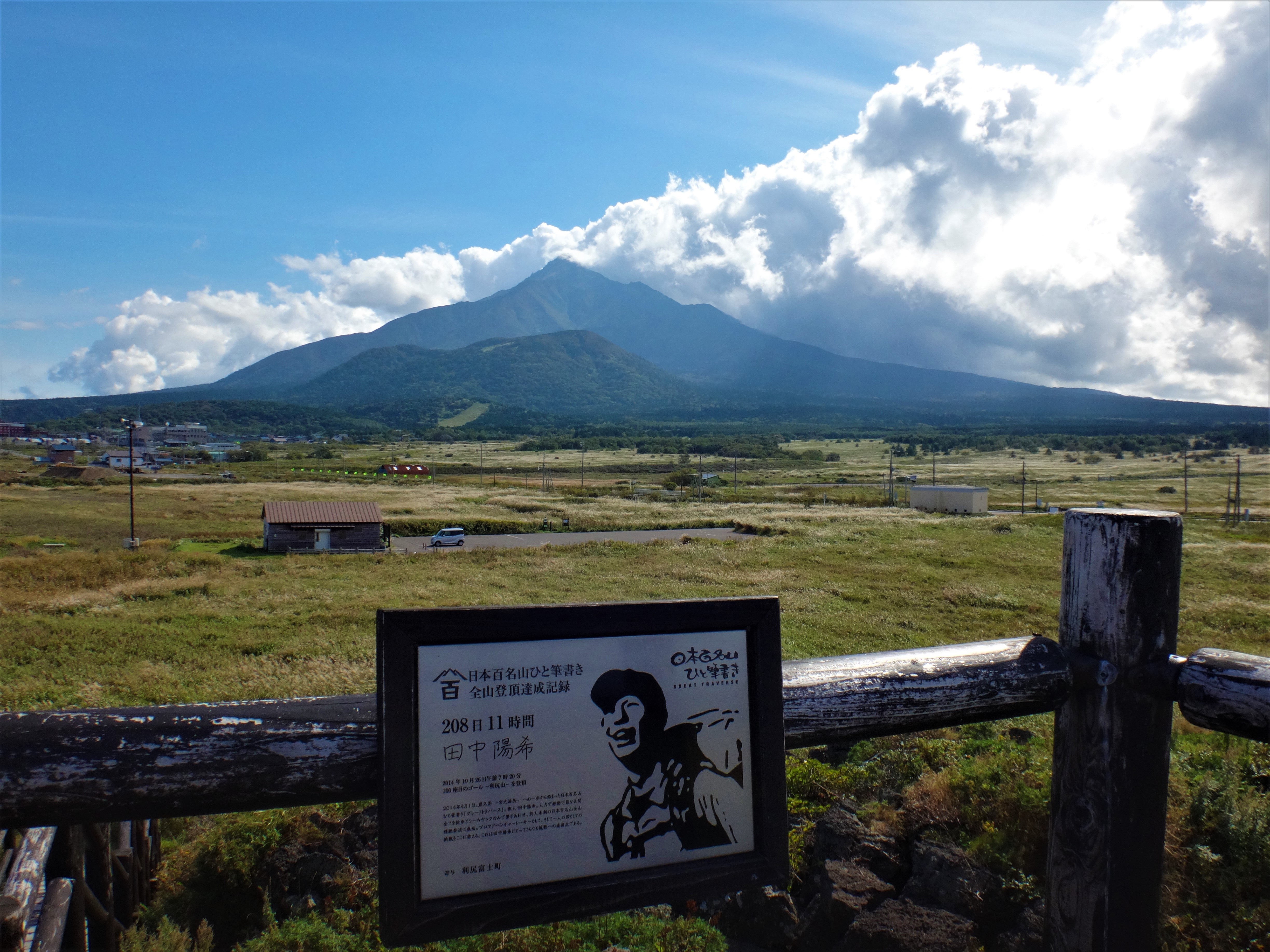
富士野園地からの利尻山